# 秋田禎信
秋田 禎信（あきた よしのぶ、1973年3月2日 - ）は日本の小説家。ライトノベルを主に執筆している。元写植オペレーター。

## 来歴
17歳（1991年）の時、第3回ファンタジア長編小説大賞に応募し、『ひとつ火の粉の雪の中』が準入選。作家デビューを果たした。代表作の一つ『魔術士オーフェン』シリーズは1000万部を超える大ヒットとなった。神坂一とともに、富士見ファンタジア文庫を代表する作家である。
2007年の『カナスピカ』（講談社）以降は一般文芸誌での連載や四六判の単行本、ノベライズ、PCゲームのアンソロジーディスクのシナリオなど、活動の場を広げている。
2001年時点では日本SF作家クラブ会員であったが、2024年8月時点では会員名簿に名前がない。

## 特徴
独特のリズムを持った文体が特徴（『オーフェン』第2部、『エンジェル・ハウリング』は特にそれが顕著であり、好みが分かれるところである）。登場人物の内面描写として自省的なモノローグないし、自己への語りかけを好んで用いる。個性的なあとがきを書く。
特に「パノのもっとみに冒険」（きゆづきさとこのコミックが原作。2006年に全3回を発表。後に『秋田禎信BOX』に収録）を始め、原作つきの作品やノベライズは本人も気に入っているようで、度々仕事を受けている。

## 作品リスト
富士見書房
- ひとつ火の粉の雪の中（富士見ファンタジア文庫、イラスト：若菜等＋Ki、1992年）　のち新潮文庫nex
- 魔術士オーフェンはぐれ旅 全20巻、無謀編全13巻 (同上、イラスト：草河遊也、1994年-2003年）　のちTOブックスにて新装版及び新シリーズ
- エンジェル・ハウリング 全10巻（同上、イラスト：椎名優、2000年-2004年）　のち『秋田禎信BOX』にて後日談
- スペル・ブレイク・トリガー!（同上、読者から募集した原案を元に作家が執筆する企画として『突撃アンソロジー 小説創るぜ！』に収録、イラスト：すまき俊悟、2004年）
- 愛と哀しみのエスパーマン（同上、イラスト：渡真仁、2005年）　
- ゼフィーリアの悪魔（同上、小説「スレイヤーズ」の二次創作、『スレイヤーズ25周年あんそろじー』に収録、原作：神坂一、2015年）
- 閉鎖のシステム（富士見ミステリー文庫、イラスト：黒星紅白、2001年）
- スレイヤーズVSオーフェン（神坂一との合作、イラスト：あらいずみるい・草河遊也、2005年）　のち復刊（2013年）　
- メックタイタン ガジェット 虐殺機イクシアント（神坂一との競作企画の秋田版、イラスト：小笠原智史、2013年）　

角川書店
- 魔術士オーフェンまわり道 全2巻（角川mini文庫、イラスト：草河遊也、1997年-1998年）　のち『秋田禎信BOX』
- シャンク!!ザ・レイトストーリー 全2巻（スニーカー文庫、イラスト：依澄れい、2002年-2004年）
- シャンク!!ザ・ロードストーリー 全2巻（同上、「ロードストーリー」の続編、イラスト：つたえゆず、2005年-2006年）　
- ベティ・ザ・キッド 全2巻（同上、イラスト：山田外朗 (ニトロプラス)、2010年）
- Your story with あなたとクルマの物語（SUBARUの同名CMをノベライズ、2018年）

TOブックス
- 誰しもそうだけど、俺たちは就職しないとならない（イラスト：中川いさみ、2008年）
- 秋田禎信BOX（「魔術士オーフェン」「エンジェル・ハウリング」の後日談や、未収録短編等を収録した単行本3巻セット。完全限定生産、2009年）　後に一部が「オーフェン」新シリーズとして再版
- ハンターダーク（イラスト：田島昭宇、2011年）　のち文庫 （2013年）
- 魔術士オーフェンはぐれ旅新シリーズ 全10巻、はぐれ旅新装版 全10巻、しゃべる無謀編全7巻（イラスト：草河遊也、2011年-2015年）

講談社
- カナスピカ （2007年）　のち文庫 （2010年）　
- RD潜脳調査室 Redeemable Dream （TVアニメ「RD 潜脳調査室」のノベライズ、原作：士郎正宗、Production.I.G、2008年）
- 自問自答  （漫画「攻殻機動隊」の二次創作、原作：士郎正宗、『攻殻機動隊小説アンソロジー』に収録、2017年）
- 魔界探偵 冥王星O ホーマーのH（講談社ノベルス、複数の作家による競作企画の内の一冊。越前魔太郎名義、イラスト：redjuice、2010年）
- 巡ル結魂者 全5巻（講談社ラノベ文庫、イラスト：菊池政治、2013年-2015年）

新潮社
- ひとつ火の粉の雪の中 新装版（新潮文庫nex、イラスト：遠田志帆、2015年）
- ハルコナ（同上、イラスト：またよし、2016年）

集英社
- 魔術士オーフェン・迷宮編　いったいどうしてこうなった（秋本治「こちら葛飾区亀有公園前派出所」とのコラボ小説、『VS.こち亀』に収録、イラスト：草河遊也、2016年）
- 血界戦線 オンリー・ア・ペイパームーン（「JUMP j BOOKS」」note公式アカウント、漫画「血界戦線」のノベライズ、原作・イラスト：内藤泰弘、2015年）　
- 血界戦線 グッド・アズ・グッド・マン（同上、2017年）

その他
- 機械の仮病 （文藝春秋、2010年）　
- 愛は厄介な尻尾（マッグガーデン・ノベルズ、漫画魔法使いの嫁の二次創作、『小説　魔法使いの嫁　銀糸編』に収録、2017年）

単行本未収録
- 籠の中の15分 （角川書店「野性時代」に掲載、2008年）
- ボクらがキミたちに恋をして （集英社「JUMP j BOOKS」note公式アカウント、2020年）

小説以外
- 愛しい香奈枝さんの装甲悪鬼村 （PCゲームのシナリオ。18禁ゲーム「装甲悪鬼村正」 の二次創作、「装甲悪鬼村正 邪念編」に収録、原画：なまにくATK、原作・発売元：ニトロプラス、2010）
- おっさんのたまご （エッセイ。角川書店「ザ・スニーカー」に全6回掲載、イラスト：大和田秀樹、2004年）
- 暁の女神ヤクシー(1)　鳥の呼ぶ声（解説。著者：小林めぐみ、角川書店、2000年）
- 新装版 ロードス島戦記 3 火竜山の魔竜（上）（解説。著者：水野良、角川書店、2013年）